# Codice di Staffarda
Il Codice di Staffarda è un codice musicale già custodito nell'abbazia di Santa Maria di Staffarda, un importante centro cistercense non lontano da Saluzzo, in Piemonte e ora conservato alla Biblioteca Nazionale Universitaria di Torino. Il codice risale agli ultimi anni del XV secolo, ma la presenza in esso di tredici composizioni profane suggerisce che la sua destinazione originaria non fosse né l'abbazia né una cattedrale, ma piuttosto una corte aristocratica della zona, come quella dei marchesi di Saluzzo Ludovico I e Ludovico II. Si trovava in possesso dell'abate commendatario Bresciano Taparelli, vissuto nella seconda metà del XVI secolo. In seguito a spogliazioni subite dall'abbazia, i numerosi codici che vi erano custoditi andarono dispersi; alcuni entrarono in possesso del duca Carlo Emanuele I di Savoia e incamerati nella sua biblioteca. Subì questo destino anche il Codice di Staffarda, l'unico di interesse musicale, che Vittorio Amedeo II nel 1723 trasferì nella biblioteca dell'Università.

## Contenuto
Il codice è costituito da 101 carte munite di tre distinte filigrane, la più antica delle quali corrisponde a una tipologia molto diffusa in Piemonte fra il 1420 e il 1475, mentre la più recente risale probabilmente ai primi decenni del Cinquecento. Contiene complessivamente 49 composizioni,  tutte a 3 o a 4 voci, con l'eccezione di una che è a 2 voci.
Suddivisi i brani per genere, si contano 7 messe, un Requiem, 11 Magnificat, 2 Benedictus, 14 mottetti sacri (inni e antifone), 12 chansons, 1 canone enigmatico, 1 brano strumentale. Solamente per 19 composizioni si può risalire al nome dell'autore, spesso individuato mediante il confronto con altre fonti. Fra gli autori vi sono Alexander Agricola, Loyset Compère, Hayne van Ghizeghem, Heinrich Isaac, Antoine de Fevin, Jacob Obrecht, Antoine Brumel ed Engarandus Juvenis, un nome quest'ultimo che è presente solo nel Codice di Staffarda, che lo registra come autore della Missa pro defunctis, e di un Magnificat a 4 voci e di un Salve Regina a 3 voci. 
Fra le composizioni più interessanti vi è la Messa A lumbreta dum bussonet a 4 voci, con la glossa a margine «Brumel gentil galant», successivamente pubblicata da Andrea Antico nel Liber quindecim missarum (Roma, 1516) con il titolo più corretto A l'ombre d'ung buissonet. Il tema della melodia deriva da una chanson a 3 voci di Josquin Desprez nota con il titolo En l'ombre duna buissonet au matinet.
Antoine Brumel è uno fra i più rappresentativi dell'epoca, che dal 1486 al 1492 era stato attivo a Ginevra e a Chambéry ed era stato al servizio della Cappella Ducale dei Savoia fra il giugno del 1501 e il luglio del 1502, quindi dal dicembre 1505 al 1520 fu alla corte di Ferrara con l'incarico di maestro di cappella.